# 石田栄一 (実業家)
石田 栄一（いしだ えいいち、1940年1月7日 - 2010年11月3日）は、日本の経営者。高砂熱学工業社長、会長を務めた。

## 来歴・人物
東京都出身。1963年に北海道大学工学部を卒業し、同年に高砂熱学工業に入社した。1989年6月に取締役に就任し、1996年4月に常務、2002年4月に専務を経て、2004年4月に社長に就任。
2010年11月3日、死去。70歳没。